# Capdevila Joiers i Argenters a la Ciutat de Barcelona
Capdevila Joiers és una joieria establerta a Barcelona des de 1905. És coneguda per la seva àmplia i dilatada trajectòria professional. És considerada un referent en l' àmbit de la joieria contemporània a Catalunya i, des dels seus inicis, porta a terme la creació i restauració d'importants peces d'orfebreria civil i religiosa per a espais o entitats com la Sagrada Família de Barcelona i l'Abadia de Montserrat, entre d'altres. És reconegut el seu compromís amb la llengua i cultura catalanes amb la realització de nombrosos premis com ara el Premi Lletra d' Or, el Premi Crítica Serra d' Or, el Premi Martí Gasull i Roig, els Premis Nacionals de Cultura (...) i les distincions Premi Creu de Sant Jordi, Medalla d' Honor del Parlament de Catalunya o la Medalla President Macià, entre d'altres.
Actualment, la quarta generació familiar regenta l'establiment comercial ubicat al carrer de Consell de Cent, 320, de Barcelona.

## Inicis
Els inicis de Capdevila Joiers es remunten a finals del segle xix. La nissaga familiar s'inicià amb la figura de Joaquim Capdevila i Meya (Barcelona, 1876 – 1959) que s'incorporà al món de la joieria a l'edat de 12 anys en un petit taller d'artesans orfebres del barri de l'argenteria de Barcelona. Entre els 18 i els 20 anys treballà en el taller de la Casa Mestanza de la mateixa ciutat fins que, poc després, l'antiquari Valentí li proposà obrir un nou taller a la seva pròpia botiga del qual en seria l'encarregat.

## Breu cronologia de l'establiment
L' any 1905, Joaquim Capdevila Meya i Artur Roig obren taller propi al carrer Guàrdia, 7 de Barcelona. Per tal d' assumir nous encàrrecs, l'any 1919 es traslladarien al carrer Dr. Dou i, més tard, al 1941, al carrer Diputació, 276 de Barcelona. L' any 1925 s'incorpora al taller el seu fill Manuel Capdevila i Massana, que n'assumiria la direcció entre 1939 i 1970. La segona generació familiar consolidaria una filosofia de treball al voltant d'una concepció de la joia radicalment moderna i avançada a la seva època.
La primera botiga a peu de carrer s' obre l'any 1944 al carrer de Pau Claris, 129 de Barcelona i, per tal de treballar peces d'orfebreria de gran format, l'any 1958 obririen un segon establiment a la Via Augusta, 80. Dos anys més tard, a l'any 1960, la botiga va ser ampliada i reformada pel decorador Enric Cluselles. Poc després, al 1964, Joaquim Capdevila Gaya s'incorpora al taller i assumeix la direcció de l'establiment. Aquesta tercera generació dona continuïtat a l'esperit innovador de la firma amb la creació de peces que han estat exposades a diferents museus i col·leccions arreu del món.
Manel Capdevila Coral és la quarta generació de la nissaga familiar que regenta la firma. Actualment, l'establiment està situat al carrer de Consell de Cent, 320. El disseny d'aquest espai és obra del interiorista Antoni Casadesús.